# Mario Borgoni

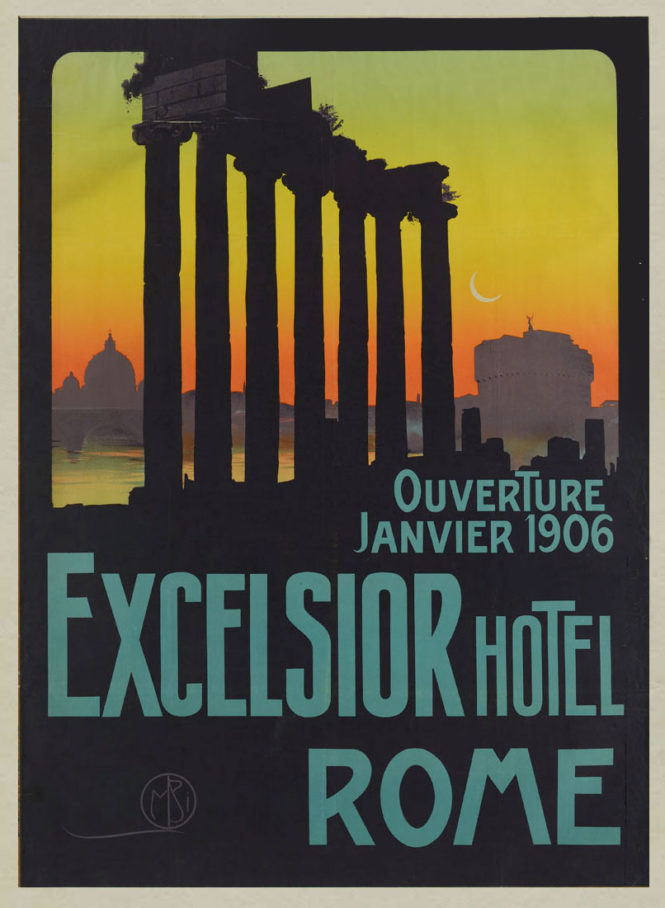
Excelsior Hotel Rome

Mario Borgoni (* 24. Juli 1869 in Pesaro; † 1936 in Neapel) war ein italienischer Maler, Illustrator und Gebrauchsgrafiker.
Borgoni studierte an der Akademie der Bildenden Künste in Neapel bei Ignazio Perricci (1834–1907). Einige Zeit später übernahm er den Lehrstuhl für dekorative Malerei.
Er widmete sich sowohl der Staffel- als auch der Bühnenmalerei. Er war mit dem Maler Domenico Morelli befreundet.
Am Anfang des 20. Jahrhunderts begann er freiberuflich Plakate, Postkarten und Kofferaufkleber für die neapolitanische Firma Richter & Co. zu entwerfen. 1906 wurde er künstlerischer Leiter der Firma.
Seine Werke wurden im Stil von Art déco gestaltet. Nur die Inschriften zeigten einen Einfluss von Art Nouveau.
Borgonis Stil wurde bald Richters Markenzeichen und Symbol seines Erfolges, leicht zu erkennen und deshalb oft von anderen kopiert.